# 希腊国际主义共产主义者组织—斯巴达克斯
希腊国际主义共产主义者组织—斯巴达克斯（希腊语：Οργάνωση Κομμουνιστών Διεθνιστών Ελλάδας - Σπάρτακος，简称ΟΚΔΕ-Σπάρτακος）是希腊的一个托洛茨基主义政党。该党成立于1985年，分裂自希腊国际主义共产主义者组织。该党的意识形态是共产主义、马克思主义、列宁主义、托洛茨基主义。该党的政治立场是极左翼。该党的总部位于雅典。该党的青年翼是“希腊国际主义共产主义者组织青年圈子”。该党是第四国际希腊支部以及希腊左翼政党联盟争取颠覆反资本主义左翼合作的成员。